# Adafenoxato
Adafenoxato con fórmula química C20H26ClNO3 es un compuesto relacionado con la centrofenoxina, que ha mostrado efectos nootrópicos y ansiolíticos en roedores.